# Křížová cesta (Milejovice)
Křížová cesta v Milejovicích na Strakonicku se nachází přibližně 2 kilometry východně od obce v poutním místě Dobrá Voda, v lese na úbočí vrchu Vráž (647 m n. m.).

## Historie
Křížová cesta byla postavena okolo kostela Panny Marie u lesní studánky roku 1891. Tvoří ji 14 výklenkových kapliček, v jejichž nikách jsou obrazy s pašijovými výjevy.

### Poutní místo
Stavba poutního místa - kostela i křížové cesty, byla zahájena v roce 1889 a následně dokončena 29. května 1891. Celý areál byl postaven z příspěvků dárců z Milivic, farností Hoštické, Paračovské a Jinínské a dalších dobrodinců. Obecní zastupitelstvo mělo od celé obce souhlas k upsání se k tomu, že se bude o celý objekt starat, úpis byl zapsán v zápisech zastupitelstva ze dne 15. května 1889. V roce 1891 byl kostel a křížová cesta vysvěcen.
V roce 1996 byl kostel, křížová cesta i studánka opraveny. 12. července 2006 přívalový déšť poničil cestu k Dobré Vodě, to si vyžádalo další opravu. Při této opravě byla cesta zpevněna. Ve čtvrtek 18. ledna 2007 poškodil orkán Kyrill dobrovodské poutní místo. Padající stromy kostel nezasáhly, kapličky křížové cesty byly ale poničeny. Do Dobrovodské pouti bylo vše opraveno.
Mše se v kostele koná každoročně o Dobrovodské pouti. Ta připadá na jedenáctou neděli po Velikonocích.
Křížová cesta je chráněna jako nemovitá kulturní památka. Samostatně je chráněna výklenková kaple přímo nad studánkou, obdobného vzhledu jako kaple křížové cesty. 